# Plethus roreta
Plethus roreta är en nattsländeart som beskrevs av Olah 1989. Plethus roreta ingår i släktet Plethus och familjen smånattsländor. Inga underarter finns listade i Catalogue of Life.